# Vodacom
Vodacom ist eine 1994 gegründete, börsennotierte südafrikanische Mobilfunkgesellschaft mit über 21 Millionen Kunden. Das Unternehmen gehört jeweils zur Hälfte Vodafone und dem teilstaatlichen südafrikanischen Telekommunikationskonzern Telkom (afrikaans für „Telekom“). Im südafrikanischen Mobilfunkmarkt, dem größten Afrikas, hat Vodacom einen Marktanteil von 57 %.
Neben Südafrika betreibt das Unternehmen auch in Tansania, der Demokratischen Republik Kongo, Lesotho und Mosambik Mobilfunknetze.

## Kennzahlen
|                                                                 | Geschäftsjahr 2009–2010 | Veränderung zu 2008–2009 |
| --------------------------------------------------------------- | ----------------------- | ------------------------ |
| Gesamtumsatz                                                    | 58,5 Mrd. Rd.           | +6 %                     |
| Umsatz außerhalb Südafrika (Tansania, Kongo, Lesotho, Mosambik) | 5,6 Mrd. Rd.            | −25 %                    |
| Datenverkehr Südafrika                                          |                         | +42 %                    |
| Mobilfunkkunden Südafrika                                       | 26.300.000              | −5 %                     |

Im Geschäftsjahr 2010–2011 will Vodacom 7,4 Mrd. Rand investieren, einerseits um das Datengeschäft auszubauen, andererseits, um weitere Unternehmen in Afrika zuzukaufen.